# August Wirths
August Wilhelm Reinhard Louis Wirths (* 10. Dezember 1814 in Bringhausen; † im 19. Jahrhundert) war eine treibende Kraft der Märzrevolution im Fürstentum Waldeck-Pyrmont und Abgeordneter.

## Leben
Wirths war der Sohn des Berginspektors Friedrich Wirths (1781–1840) und dessen Ehefrau Louise, geborene Eigenbrod (1787–1857). Er heiratete am 1. April 1845 in Warendorf/Westf. Maria Franziska Katharina Bernhardine Johannknecht (* 1817), die Tochter des Dr. med. Franz Joseph Johannknecht.
Wirths studierte Theologie ohne jedoch einen Abschluss zu erreichen. Von 1840 bis 1843 war er als Nachfolger seines verstorbenen Vaters interimistisch Verwalter der Rentmeisterstelle in Schaaken und dann Ökonom in Immighausen.
Während der Märzrevolution war er die führende Kraft der radikalen Demokraten in Waldeck. Von 1849 bis 1851 (V. Wahlkreis), von 1851 bis 1852 (VI. Wahlkreis), von 1855 bis 1860 (Wahlkreis Kreis der Eder) und erneut von 1860 bis 1862 (Wahlkreis Kreis des Eisenbergs) war er Abgeordneter im Landtag des Fürstentums Waldeck-Pyrmont.
Er war Verfasser vieler Streitschriften. 1849 war er Gründer der Zeitung „Volksstimme“, die bis zum Frühjahr 1852 erschien. 1851 wurde er wegen Pressevergehen zu drei Monaten Gefängnis verurteilt. 1860 verkaufte er alle seine Güter und zog nach Rhoden, wo er Pächter eines Steinbruchs in Wrexen wurde. 1862 erfolgte ein Konkursverfahren vor dem Kreisgericht Arolsen. Später wurde er Postbeamter in Köln-Ehrenfeld.

## Veröffentlichungen
- Erzählung eines Mannes aus dem Lande der neuen Freiheit, April 1848